# Blastobasis coccivorella
Blastobasis coccivorella é uma espécie de mariposa do gênero Blastobasis pertencente à família Coleophoridae.